# Кистефос (парк)

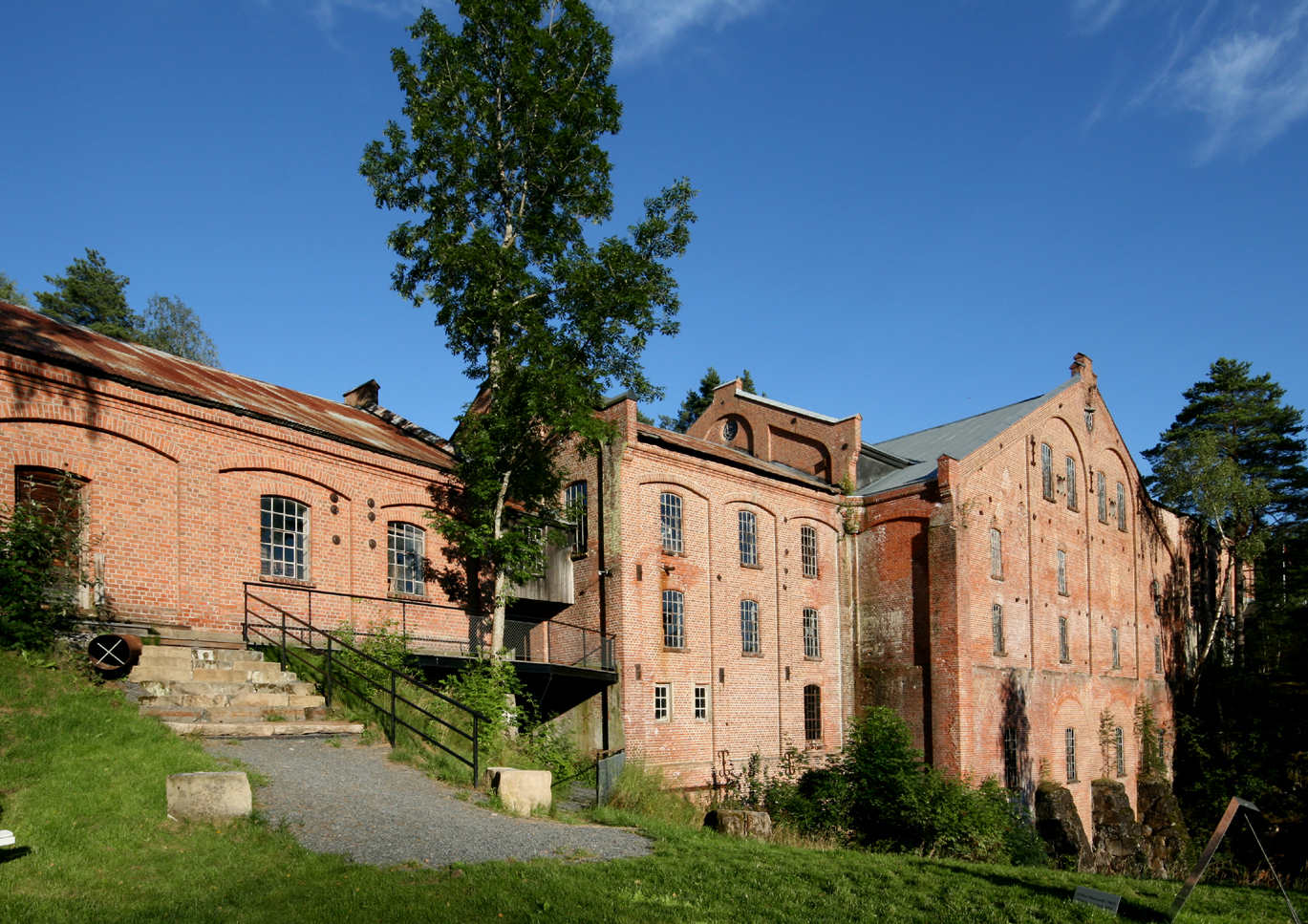
Бывший целлюлозный комбинат Kistefos Træsliberi

Кистефос (норв. Kistefos Sculpture Park) — исторический музей, первый промышленный памятник национального значения и крупнейший парк современной скульптуры в Норвегии и Северной Европе. Основан на территории бывшего Кистефосского целлюлозного комбината (норв. Kistefos Wood Pulp Mill) с гидроэлектростанцией владельцем частной компании «Кистефос». Находится в коммуне Евнакер, губерния Оппланн в 80 км к северу от Осло. Площадь парка составляет около 1400 м² по обе стороны реки Рандсельва.

## История
История парка начинается с основания целлюлозного комбината, когда-то крупного промышленного предприятия. Комбинат по переработке целлюлозы на реке Рандсельва основал, построил в 1899 году Андреас Кристен и затем продал его. Завод был закрыт в 1955 году, но все механизмы и инструменты остались на месте, в надежде, что завод может когда-нибудь вернуться к производству. Теперь здания старых цехов, построенные более 100 лет назад, вместе с парком и выставкой произведений искусств представляют собой Норвежский промышленный музей.
Владелец компании, известный норвежский бизнесмен и эксцентричныйколлекционер произведений искусств миллионер Кристен Свеас, внук основателя комбината Андреаса Кристена, выкупил землю и старые здания в 1993 году и преобразовал в холдинг Kistefos. Он основал Фонд музея Кистефос, в который, кроме владельца, внёс вклад муниципалитет города.
Когда Кристен Свеас приобрел комплекс, чтобы создать промышленный музей и парк скульптур из своей личной коллекции, он представлял из себя здания в заброшенном состоянии с несколькими акрами земли. Теперь это обширная ухоженная территория с парком, в котором с 1996 года открыт музей. В нём сохранена основная тема — история отрасли, — поэтому центром музея являются исторические здания завода и старая деревянная мельница. Музей несёт ответственность за сохранение исторических объектов. Некоторые механизмы отреставрированы и находятся в рабочем состоянии, чтобы посетители имели возможность увидеть, как происходило развитие промышленности в области переработки древесины и изготовления.
Также на территории парка расположена гидроэлектростанция.

## Современность
Историческую часть музея связывает с современностью парк скульптур, представленный работами известных скульпторов и художников. На территории музея в течение сезона кроме художественных выставок также проходят различные мероприятия — концерты и лекции. Каждое лето музей организует выездные художественные выставки в соседнем городе Нюбрукет.
С 1999 года, благодаря стремлению Кристена Свеаса соединить наследие предков с современностью, в музее действует художественная галерея с постоянной экспозицией из 46 скульптур направления модерн, расположенных в пределах территории целлюлозного комбината. Парк скульптур находится в обширной парковой зоне. В нём представлены скульптуры, передающие интерактивный и познавательный опыт норвежских и зарубежных современных художников, в том числе работы скульпторов с репутацией международного класса. В мае 2019 года коллекция скульптур пополнилась композицией японской художницы Кусама. В парке есть произведения таких мастеров, как Марианна Хеске, мастера провокаций Бжарн Мельгаард, Джон Джеррард, Марк Куинн, Олафура Элиассона, Линда Бенглис, Ботеро, Элмгрина и Драгсет и Аниш Капур, Илья Кабаков и других.

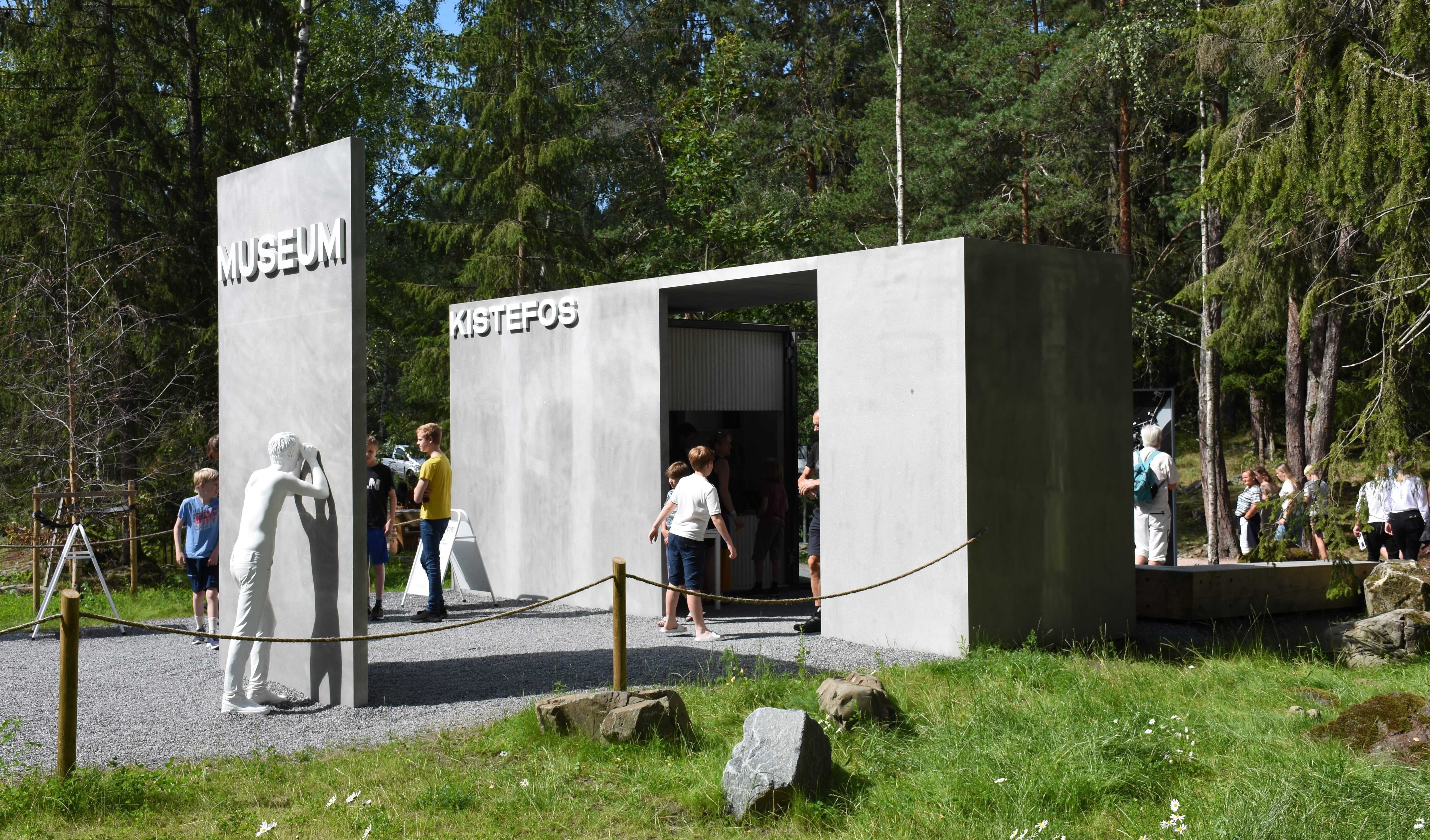
Вход в музей Кистефос.
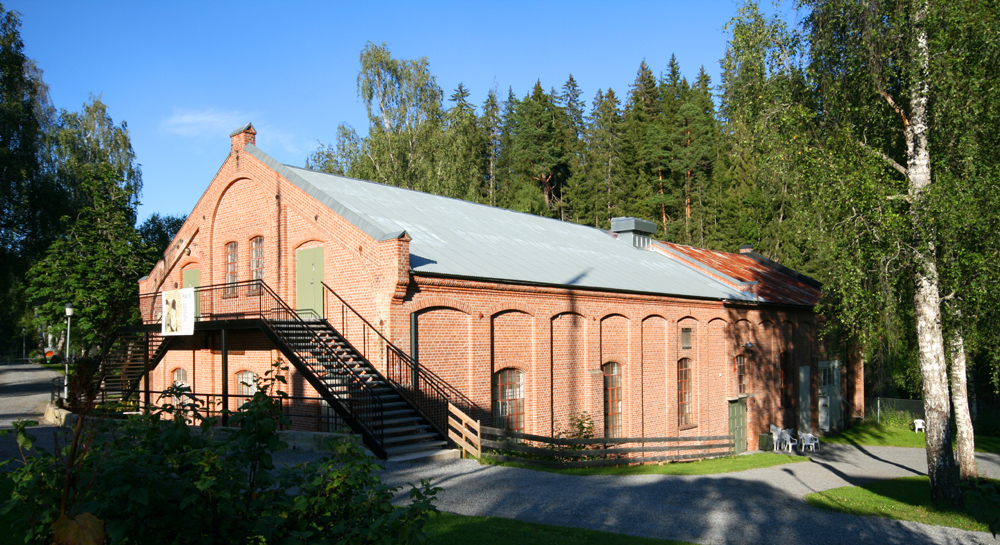
Художественная галерея музея Кистефос.
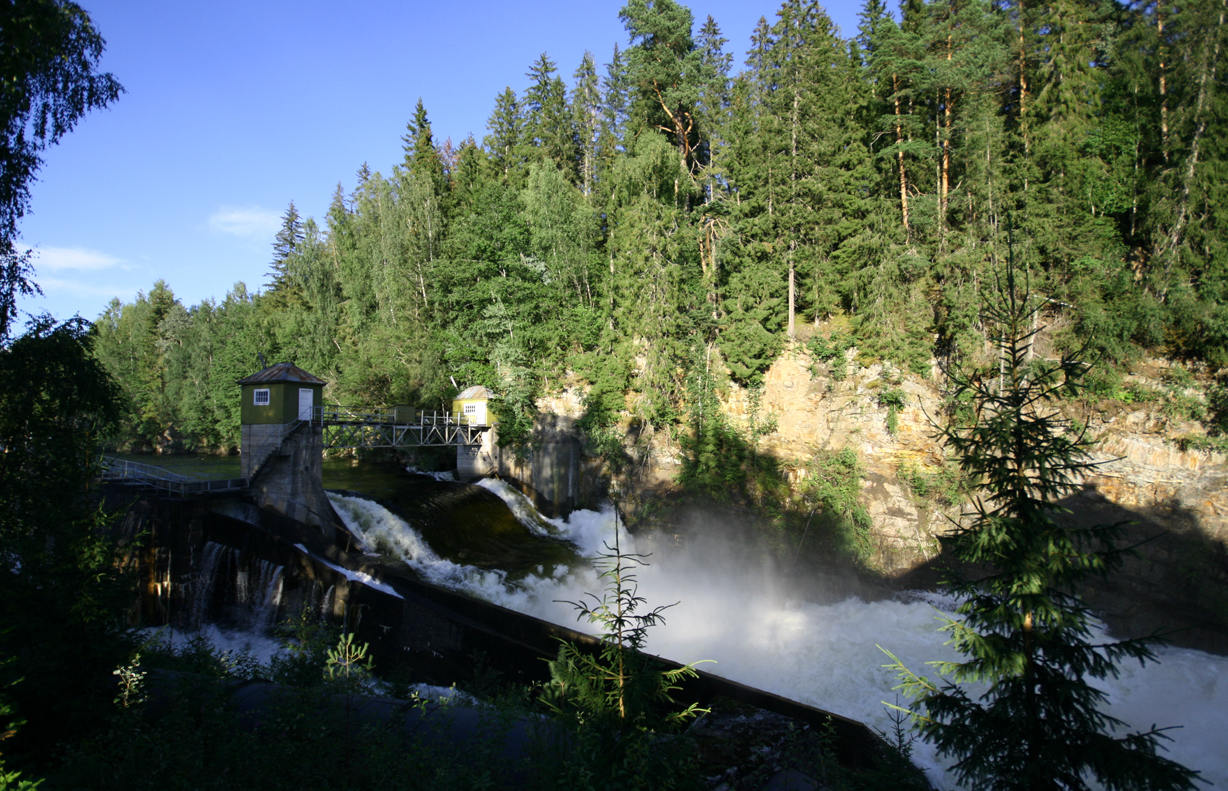
Гидроэлектростанция Евнакера.
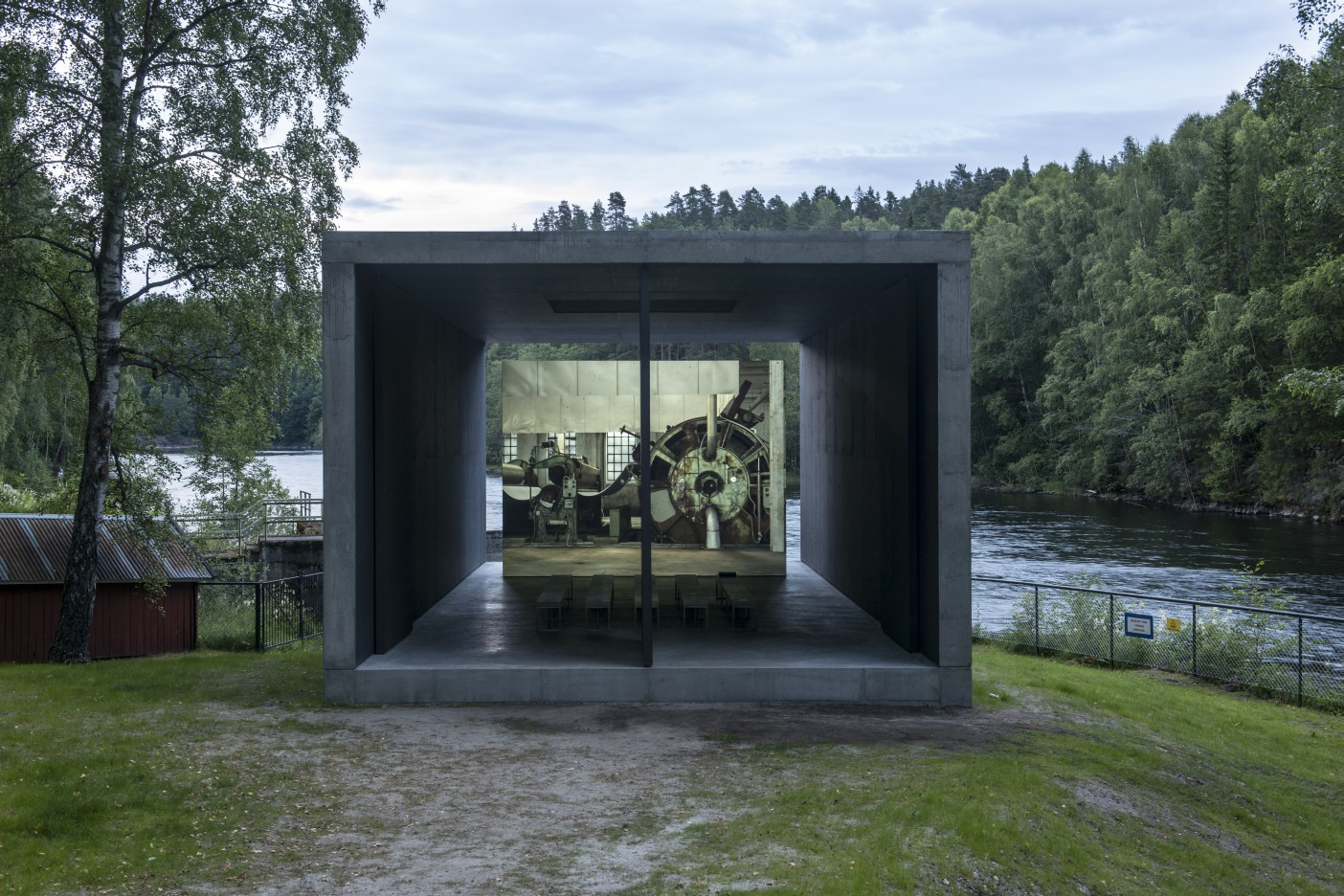
Пресс для древесной массы — экспонат промышленного музея.
Скульптура Марка Куинна «Вся природа течёт сквозь нас».
Деталь одной из работ Тони Крэгга в Кистефосе.
Фернандо Ботеро: Большой торс, 1983.

## Мост «The Twist» в Кистефос
В 2014 году музей организовал международный конкурс на проект моста и нового здания, чтобы иметь возможность расширить программу мероприятий, свою деятельность, а также увеличить часы работы. Архитекторы и дизайнеры победившей на конкурсе студии BIG (группа Бьярке Ингельса) предложили самый оригинальный проект для нового музея — построить мост, совместив с ним здание. По задумке архитекторов, он не только соединил берега реки, его оригинальная скрученная конструкция позволила разместить внутри экспонаты и принять большое количество посетителей.
Конструкция из алюминия и стали — мост в виде волнообразной галереи через реку — соединяет северный и южный берега реки. Почти 1,5 тысячи квадратных метров внутреннего пространства позволяют посетителям познакомиться с большой коллекцией произведений искусства в галерее, и в то же время любоваться окружающим пейзажем через окна, простирающиеся от пола до потолка. Мост Twist был открыт для публики 18 сентября 2019 года. Временная выставка была представлена работами британских концептуальных художников Мартина Крида и Говарда Ходжкина.
Здание было спроектировано так, чтобы выполнять функции моста, оно подвижно, но его части умело адаптированы архитекторами и скрыты в дизайне. Белая геометрическая форма моста и здания простирается над водой, тонкая и в то же время объёмная, передавая ощущение движения. Этот динамизм присутствует и внутри. Интерьеры отделаны досками и окрашены в белый цвет, перекликаясь с внешней отделкой. В то же время его оформление отсылает к традиционной норвежской архитектуре и местному стилю загородных домов и сараев, так как облицовка деревом — это традиция архитектуры в Норвегии.
Поскольку парк находится по обеим сторонам реки, туристический маршрут представлял некоторые неудобства для посетителей: один из маршрутов был тупиковым и приходилось возвращаться, чтобы закончить путешествие. Теперь движение туристов может быть непрерывным, им не придётся мокнуть под дождём, если застанет непогода.

После долгих лет планирования, строительства и оформления мы рады открыть это красивое новое пространство — „The Twist“ в Кистефос. Галерея была в планах в течение почти 20 лет. Здания с таким оригинальным дизайном никогда не было в музее, и я рад, что это случилось. Теперь у нас есть своего рода естественный мост, чтобы люди могли свободно совершить путешествие туда и обратно и осмотреть всю территорию. Я думаю, мы можем сказать, что новое здание довольно уникально. Наша цель — сделать Kistefos комфортным местом, чтобы все смогли осмотреть произведения временных экспозиций, выставки и скульптуры мирового класса в парке в дополнение к насыщенной программе индустриального наследия музея— Кристен Свеас, основатель Кистефос